# 岡本更園
岡本 更園（おかもと こうえん、1895年 - 没年不明)は大正時代から昭和時代にかけての大阪の女流日本画家。

## 来歴
岡本大更及び鏑木清方、西山翠嶂の門人。1895年に兵庫県に生まれる。本名は延子。姓は岡本の他に星野、大江とも称した。
初めは義兄の岡本大更の更彩画塾において日本画を学ぶ。1916年に吉岡千種、島成園、松本華羊とともに「女四人の会」を結成、井原西鶴の『好色五人女』を題材としたグループ展を開催する。後に1919年に鏑木清方に入門するために東京へ上京、さらに西山翠嶂にも師事する。
美人画を得意としており、新聞や雑誌の挿絵なども手掛けている。同じ女流画家であった島成園、生田花朝女らと親交を深めていった。1925年1月には北野恒富、菊池契月らを顧問にして、木谷千種、三露千鈴らを会員に「向日会」を発足し、大阪から文展に入選を果たしていく。没年は不詳。

## 作品
- 「桔梗と童女図」 絹本着色
- 「初盆」 絹本着色
- 「立美人図(少女図)」 絹本着色  ※昭和11年(1936年)「林石」鑑定箱
- 「唐美人図」 絹本着色